# Ауд Тьорнхаут
Ауд Тьорнхаут (на нидерландски: Oud-Turnhout) е селище в Северна Белгия, окръг Тьорнхаут на провинция Антверпен. Намира се на 2 km източно от центъра на град Тьорнхаут. Населението му е около 12 700 души (2006).